# Walfrid Holmberg
Walfrid Holmberg, född 12 oktober 1861 i Torsåkers församling, Västernorrlands län, död 27 januari 1935 i Härnösand, var en svensk skådespelare och politiker.
Han var engagerad vid Dramaten 1884–1885. Bland hans roller fanns Florentin i Den vita halsduken, Edmund i Den gifta mannen i staden och på landet, en löjtnant i Erasmus Montanus och i några andra småroller.
Han var därefter vice häradshövding samt 1895 rådman i Härnösand, och år 1903 auditör vid Kungl. Norrlands trängkår.